# Фёдорова, Мария Алексеевна
Мари́я Алексе́евна Фёдорова (в девичестве Ионова; 28 марта (9) апреля 1859, Санкт-Петербург, Российская империя — 11 апреля 1934, Хельсинки, Финляндия) — русская художница-пейзажистка, в последние годы жизни также занималась иконописью.

## Биография
Родилась 28 марта (9) апреля 1859 года близ Санкт-Петербурга в семье бухгалтера.
C 1878 года училась в рисовальной школе Общества поощрения художеств в Санкт-Петербурге. C 1881 года посещала Академию художеств как вольнослушательница, но курс академии не закончила. В 1890 году получила малую, а в 1891 — большую поощрительную медаль Академии художеств. Ученица Ивана Ивановича Шишкина. В 1892 получила свидетельство преподавателя рисования в женских гимназиях. Много путешествовала по России, бывала на Волге. Принимала участие в выставках Санкт-Петербургского общества художников, Московского общества любителей художеств и Академии художеств. В 1898 году И. К. Айвазовский направил в Совет Академии художеств ходатайство о присвоении ей почётного звания за успехи в живописи. После революции (в начале 20-х) эмигрировала в Финляндию.
В 1923 году провела совместные выставки с Григором Ауэром (1882—1967) в Выборге и в салоне Стриндберга в Хельсинки. С 1933 года входила в Общество русских художников в Финляндии; экспонировала свои пейзажи на 1-й выставке Общества (1933). В 1936 году на одном из вечеров Общества был заслушан доклад В. П. Щепаньского «Русские пейзажисты», посвящённый памяти художницы.

## Творчество
Самая известная работа — «К ненастью», написанная Марией Алексеевной в 1891 году и в том же году приобретённая у неё Павлом Михайловичем Третьяковым для своей галереи. Одна из интересных работ художницы — «Вечер», хранящаяся в Полтавском художественном музее, экспонировалась в Полтаве на выставке «Вдохновение веков» («Натхнення вікiв») в январе 2013 года. Картины Федоровой находятся также в музеях Таганрога и Рязани, в художественной коллекции усадьбы «Узкое» в Москве, в частных коллекциях России и Финляндии.

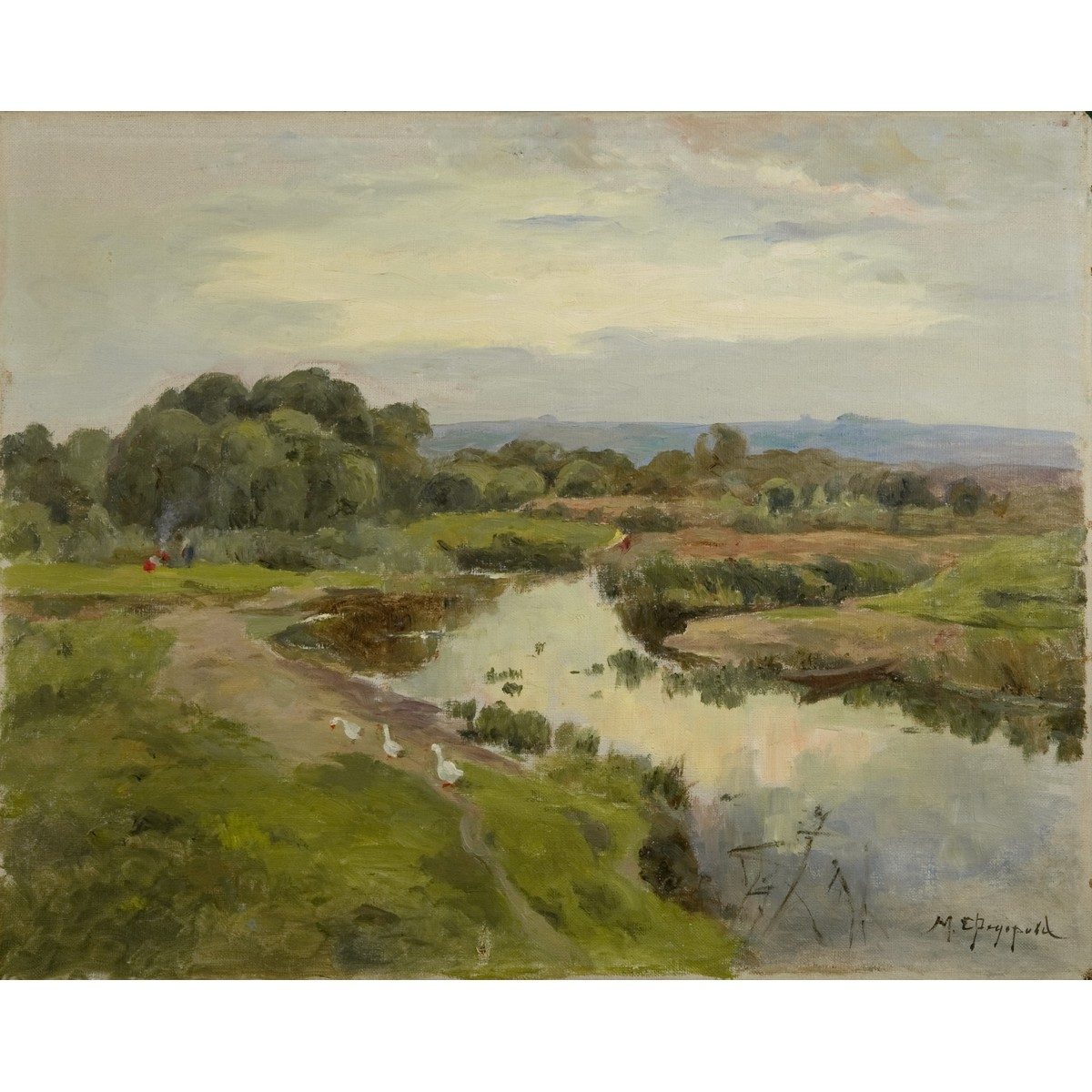
Пейзаж у реки
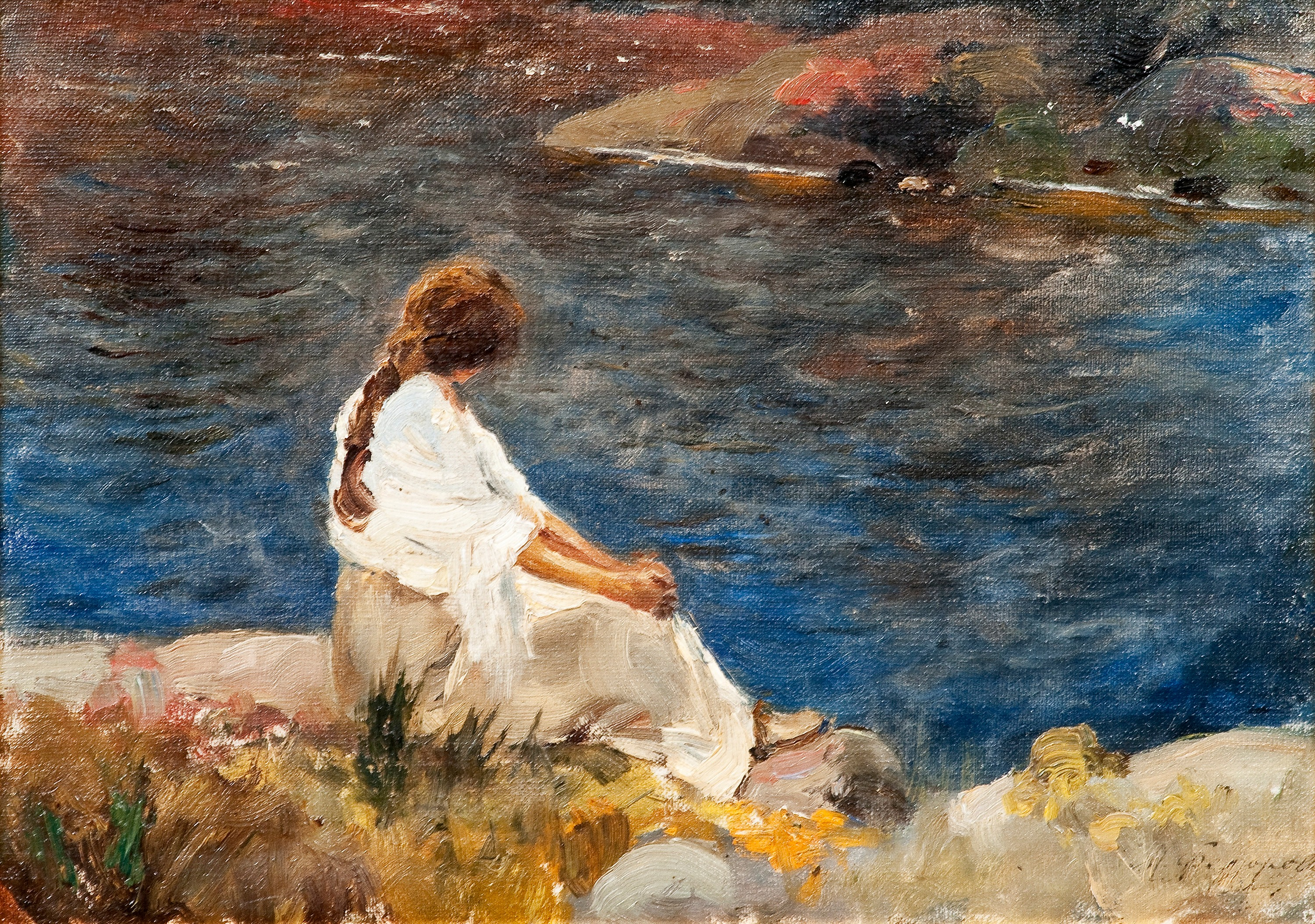
Тихий момент у реки
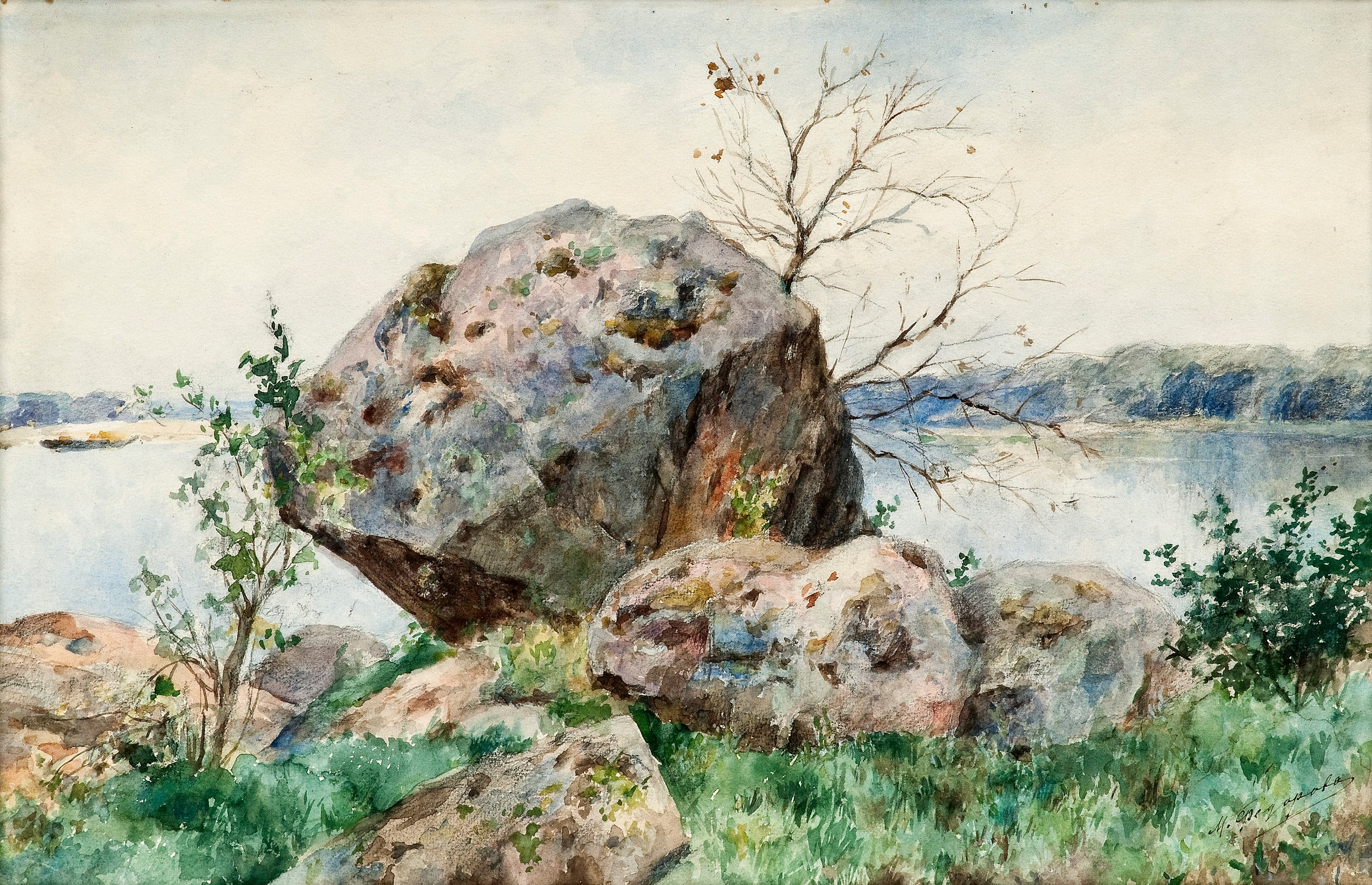
Камни на берегу
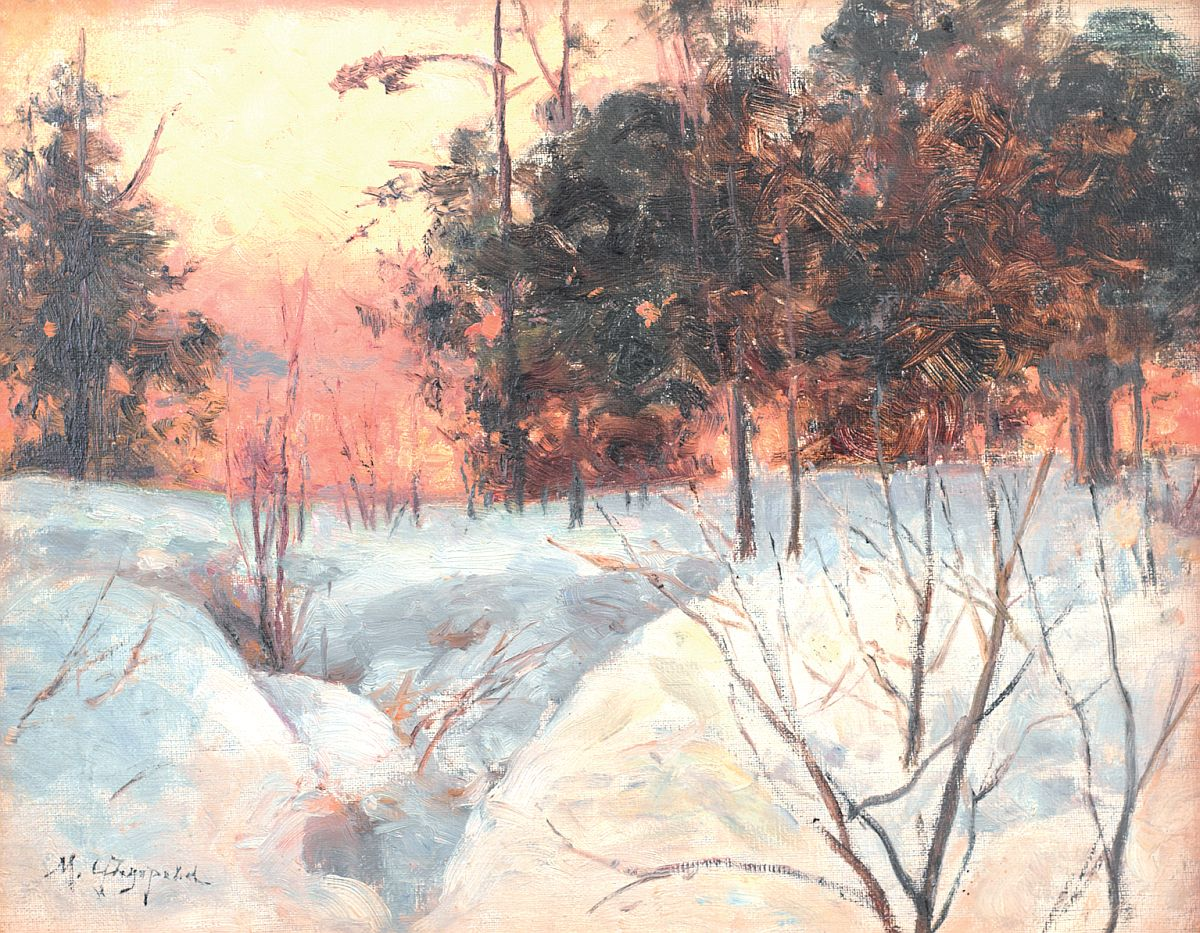
Зимний закат

Написала иконы Спасителя и Божьей Матери для Никольской православной общины в Хельсинки (вместе с дочерью — Л. В. Платан), иконы «Голгофа» и «Плащаница» для Выборгской православной общины.

## Семья
- Дочь — Людмила В. Платан (в девичестве Фёдорова), художница (5.8.1885 Спб. — 7.2.1944). Вышла замуж за Вальдемара Платан (фин. Karl Waldemar Platan) (24.10.1890 Спб. — 7.2.1944), детей не имели, оба погибли при бомбардировке Хельсинки 7 февраля 1944 года[7].